# Luis Paredes Maceda
Luis Paredes Maceda es un caserío peruano ubicado en el distrito de Yamango, perteneciente a la provincia de Morropón del departamento de Piura, al norte del Perú. 

## Ubicación
Luis Paredes Maceda se ubica al noreste de la provincia de Morropón, en el distrito de Yamango, en el departamento de Piura.

## Demografía
En 2017 Luis Paredes Maceda tenía una población de 116 habitantes.
| Gráfica de evolución demográfica de Luis Paredes Maceda entre 1993 y 2017 |
|                                                                           |
| Fuentes: Población 1993 y 2017                                            |